# Guadeloupe (Schiff, 1764)
Die Guadeloupe war eine britische Fregatte 6. Ranges mit 28 Kanonen. Sie gehörte zu der insgesamt zwölf Schiffe umfassenden Coventry-Klasse und diente zunächst von 1764 bis 1781 in der Royal Navy, danach von 1781 bis 1786 in der französischen Marine.

## Bau und technische Daten
Das Schiff wurde von Thomas Slade entworfen und sollte gemäß Bauauftrag vom 19. September 1757 von dem Schiffbauer John Williams in Neyland in Pembrokeshire (Wales) gebaut werden; da dieser jedoch in Konkurs ging, wurde der Bauauftrag dann am 29. Juni 1758 an den Plymouth Dockyard vergeben. Die Kiellegung erfolgte am 8. Mai 1759. Das Schiff erhielt seinen Namen am 28. Oktober 1760, lief am 5. Dezember 1763 vom Stapel und wurde im März 1764 unter John Ruthwen in Dienst gestellt. Die Endausrüstung wurde am 11. Juli 1764 abgeschlossen. Die Baukosten betrugen 8041 Pfund und 4 Pence.
Die Schiffe der Coventry-Klasse gehörten zu den ersten und kleinsten von der Royal Navy im 18. Jahrhundert gebauten Fregatten, und ihr Design war typisch für die frühen Fregatten, mit erhöhtem Vorschiff, auf dem der Fockmast stand, und langem Achterdeck, mit dem Kreuzmast hinter dem Ruder. Der aus Eichenholz gebaute Rumpf der Guadeloupe war auf dem Kanonendeck 36,1 m, am Kiel 29,7 m lang und 10,3 m breit. Das Schiff war als Vollschiff getakelt und nach der damals üblichen „Builder’s-Old-Measurement“-Methode mit 586 und 30/94 „tons burden“ vermessen. Die Bewaffnung bestand aus 24 9-Pfündern auf dem Oberdeck und vier 3-Pfündern auf dem Achterdeck; hinzu kamen zwölf ½-Pfünder-Drehbassen auf dem Oberdeck. Das Gesamtgewicht einer Breitseite betrug 53,06 kg. Die Schiffsbesatzung zählte per Entwurf 200 Mann.

## Schicksal

### Royal Navy
Die Guadeloupe diente zunächst ab August 1764 mehrere Jahre im Mittelmeer. Der spätere Admiral William Cornwallis wurde im September 1766 ihr Kommandant und befehligte sie dort und danach bis 1773 erst in heimatlichen Gewässern und zuletzt ab Juni 1769 vor der nordamerikanischen Ostküste und in der Karibik. Von September 1777 bis April 1778 wurde sie in Portsmouth überholt, was 9242 Pfund, 13 Schilling und 4 Pence und somit mehr als der ursprüngliche Bau kostete. Nach ihrer erneuten Indienststellung im April segelte sie am 9. Juni 1778, nun unter dem Befehl von Hugh Robinson, wieder nach Nordamerika, wo zwei Jahre zuvor der Amerikanische Unabhängigkeitskrieg begonnen hatte. Im Februar und März 1779 wurde ihr Rumpf in Portsmouth teilweise mit Kupfer verkleidet, was mit gleichzeitig durchgeführten Reparaturen 2801 Pfund, 16 Schilling und 2 Pence kostete, und am 27. Mai 1779 segelte sie erneut nach Nordamerika.
Am 16. März 1781 war die Guadeloupe bei der Seeschlacht am Cape Henry an der Mündung der Chesapeake Bay zwischen einem britischen Geschwader unter Vizeadmiral Mariot Arbuthnot und einem französischen unter Admiral Charles René Dominique Sochet anwesend, ohne jedoch am Kampfgeschehen teilzunehmen.
Während der Schlacht bei Yorktown im Oktober 1781, die den Ausgang des Amerikanischen Unabhängigkeitskriegs besiegelte, ließ der britische Oberbefehlshaber, General Charles Cornwallis, die Guadeloupe bei der Stadt ankern, um ihre Kanonen zur Abwehr der verbündeten Amerikaner und Franzosen einzusetzen. Die Kanonen der ebenfalls im York River verankerten 44-Kanonen-Fregatte Charon hatte er an Land bringen lassen, um sie dort einzusetzen. Am 9. Oktober kam die Guadeloupe unter direkten und schweren Beschuss, dem sie sich noch entziehen konnte, während die Charon in Brand geriet. Am folgenden Tag musste die Besatzung ihr Schiff jedoch selbst versenken, da es zu sehr beschädigt war, die Einschließung durch die Gegner drohte und man das Schiff nicht in Feindeshand fallen lassen wollte.

### Französische Marine
Das Schiff wurde noch im gleichen Jahr von den Franzosen gehoben und diente danach als La Guadeloupe mit einer Besatzung von 280 Seeleuten und Marinesoldaten in der französischen Marine. Die Bewaffnung bestand nunmehr aus 24 französischen 9-Pfündern sowie vier französischen 4-Pfündern auf dem Achterdeck, mit einem Breitseitengewicht von 56,78 kg. 1785 wurde die Bewaffnung geändert; sie bestand dann aus 20 französischen 8-Pfündern und sechs französischen 4-Pfündern auf dem Vorschiff und dem Achterdeck, und das Breitseitengewicht reduzierte sich damit auf 45,03 kg. Im Jahre 1786 wurde das Schiff in Rochefort außer Dienst gestellt und aus der Schiffsliste gestrichen.